# Els van Westerloo
Elza Ingrid (Els) van Westerloo (Amsterdam, 20 februari 1945) is een Nederlands keramist en beeldhouwer.

## Leven en werk
Van Westerloo werd geboren in Amsterdam als dochter van Gerhardus Petrus van Westerloo, reclame- en decoratieschilder, en Elza Kesselaar. Ze is de jongere zus van keramist Gerard van Westerloo. Ze werd opgeleid aan de afdeling keramiek van de Gerrit Rietveld Academie, bij Jan van der Vaart en Theo Dobbelman. Van Westerloo debuteerde in 1971 met een tentoonstelling bij Galerie Het Kapelhuis in Amersfoort en studeerde het jaar erop af. Ze maakte als keramist vazen en kleinplastieken, veelal mens- en dierfiguren. Sinds de jaren 90 werkt ze in brons.
Van Westerloo en haar broer maakten hun keramisch werk bij het Atelier Steengoed in Amsterdam. Daarnaast gaf ze ook les aan particulieren. Tegenwoordig woont en werkt ze in de Franse Pyreneeën. Haar werk is opgenomen in de collecties van onder andere het Museum Boijmans Van Beuningen, Centraal Museum, Stedelijk Museum Amsterdam, en keramiekmuseum Princessehof.

## Afbeeldingen

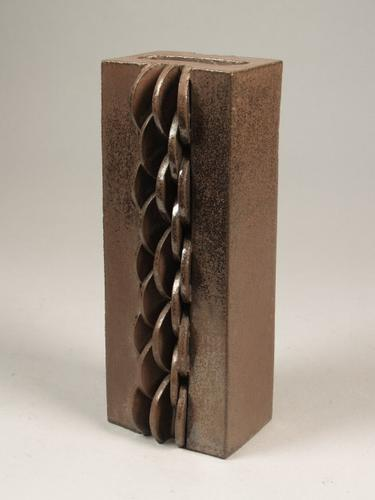
Vaas, koperbruin, met opengewerkte verticale band, waaruit halve cirkelvormen steken (1973)
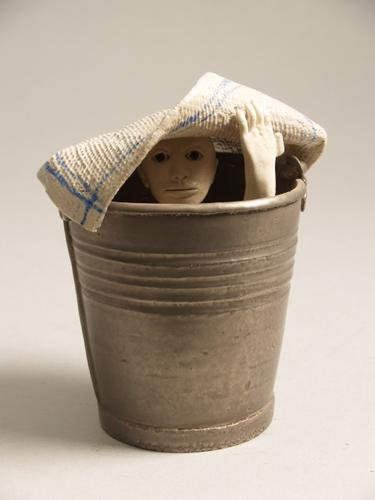
Beeld van een emmer waarin een zittend mannetje dat met zijn rechterhand een dweil omhoog duwt (1975)
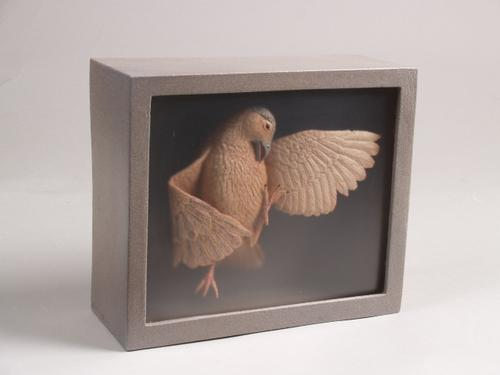
Beeld bestaande uit een rechthoekig, verdiept kader, overdekt met een grijs glazuur, waarin een sculptuur van een roze geglazuurde vogels is aangebracht achter een plastic ruit (1984)